# Cucullia armena
Cucullia armena är en fjärilsart som beskrevs av Ronkay 1986. Cucullia armena ingår i släktet Cucullia och familjen nattflyn. Inga underarter finns listade i Catalogue of Life.